# 夜花火
「夜花火」（よはなび）は、日本の女性歌手グループBeForUの5枚目のシングル、メジャーで3枚目のシングルである。

## 解説
2007年7月11日にavex entertainmentより「CDのみ」、「CD+DVD」の2形態で発売された。DVDにはBeForU LIVE 2007 at Zepp Tokyoで歌われた『BeForU III』収録楽曲である「蜉蝣」のライブクリップが収録されている。

## 収録曲

### CD
1. 夜花火
作詞：小坂りゆ
作曲：長嶺和哉
編曲：LOVE+HATE
2. ムーンバイク
作詞：外花りさ
作曲・編曲：酒井陽一
3. 夜花火 instrumental
4. ムーンバイク instrumental

### DVD
1. 蜉蝣 LIVE CLIP